# 伊賀章
伊賀 章（いが あきら、1949年（昭和24年）1月5日- 2017年（平成29年））は、研究者、実業家である。ソニー入社後、非接触カード（FeliCa）フェリカを開発した。FeliCaは、iD決済やSuicaやPASMO等の交通系決済へ多く採用されている。入退場管理や公共交通機関のチケットをICカード化しデジタル化した。岡山県高梁市出身の技術者。

## 来歴・人物

### 生い立ち
1949年（昭和24年）岡山県上房郡有漢町（現：高梁市）で出生する。1964年（昭和39年）に地元の岡山県立高梁高等学校へ入学する。同期には、東芝副社長を務めた田井一郎、岡山大学医学部教授になる三村哲重がいる。卒業後、1967年（昭和42年）関西大学工学部に入学し、1971年（昭和46年）同大学電子工学科を卒業、すぐに北辰電機製作所（現：横河電機）へ入社する。同社で2年間働いた後、1973年（昭和48年）にソニーに入社する。

### ソニーの研究者として
伊賀は研究部署に配属され、ここで非接触カード（FeliCa）を発明し、開発を主導した。現在でも、FeliCaシステムは、iD決済やSuicaやPASMO等の交通系決済へ多く採用されている。世界で初めて入退場管理や公共交通機関のチケットをICカード化し、世の中のデジタル化に貢献した。また、電力を無線通信により供給する基本特許を取得、0.2秒以内に処理する仕組みを完成させている。この功績により、1996年、ソニーのカードシステム事業室部長となり、2000年にはコーポレート・リサーチ・フェロー、2002年ユビキタス技術研究所長となった。
東日本旅客鉄道（JR東日本）の「Suica」（スイカ）や ビットワレットの「Edy」（エディ）、NTTドコモやKDDIの決済機能つき携帯電話は、 いずれも基幹技術としてフェリカを採用している。
2003年には、コーポレート・リサーチ・フェロー、ユビキタス技術研究所長を兼務しながらソニーの業務執行役員常務となり、2005年には、スタジオジブリの鈴木敏夫、カーボンナノチューブを発見し、ノーベル賞の有力候補にもなっている飯島澄男、楽天の三木谷浩史についで第4回日本イノベーター大賞を受賞している。
伊賀の開発したFeliCaは、後にソニーとフィリップスが共同で開発したNFC規格と互換性があり、FeliCaを独自開発したソニーの技術が国際規格であるNFCの確立に大きな影響を与えた。また、現在でも、日本国内のみならず、アジアなどの比較的人口が密集した地帯における交通網（電車・バス）の電子決済システムとして、決済速度の速さから多く導入されている。
伊賀は、2005年シニア・バイス・プレジデント、情報技術研究所長となる。2007年には、コーポレート・エグゼクティブSVP、情報技術研究所長、2008年には、業務執行役員SVP、コーポレート・フェローとなるが、2008年6月ソニーを退社する。
伊賀はFeliCa以外にも、ソニー時代に音楽プレーヤー向けPCM（パルス符号変調）の技術開発に携わり、のちのCDやDATに応用されるバースト誤り訂正技術を開発しており、デジタル技術に与えた影響は大きい。その後、民生用のGPS受信機の開発に挑み、製品化にもこぎ着けている。
2011年（平成13年）62歳のときに文部科学大臣賞・科学技術賞（開発部門） を受賞する。
2017年（平成29年）に68歳で死去した。

## 受賞
- 2005年 第4回日本イノベーター大賞[10]
- 2006年 日本経済団体連合会会長発明賞[14]
- 2011年 文部科学大臣賞・科学技術賞（開発部門）[13]

## 略歴
- 1949年 - 岡山県上房郡有漢町（現・高梁市）で出生
- 1967年 - 岡山県立高梁高等学校を卒業[5]
- 1971年 - 関西大学工学部を卒業、北辰電機製作所へ入社[1]
- 1973年 - ソニーの研究職へ転職[1]
- 1989年 - 総合研究所・情報通信研究所・情報第２特別研究室長[1]
- 1993年 - 情報システム研究部長[1]
- 1994年 - 中央研究所・情報通信研究部門カードシステム事業開発部長[1]
- 1996年 - アーキテクチャ研究所プロダクトアーキテクチャ・ラボラトリー部長・カードシステム事業室部長[1]
- 1998年 - IT研究所システム開発ラボラトリー部長[1]
- 1999年 - インフォメーション＆ネットワーク研究所セキュリティシステム・ラボラトリー部長[1]
- 2000年 - インフォメーション＆ネットワーク研究所技師長・コーポレート・リサーチ・フェロー[1]
- 2001年 - インターネット研究所 コーポレート・リサーチフェロー（執行役員）[11]
- 2002年 - ユビキタス技術研究所長[11]
- 2003年 - ソニー業務執行役員常務[11]
- 2007年 - コーポレート・エグゼクティブSVP、情報技術研究所長[11]
- 2008年 - 業務執行役員SVP、コーポレート・フェロー[11]
- 2008年6月 - ソニー退社[11]
- 2017年 - 死去

## 共著
- ディジタル・オーディオ,土井利忠との共著,ラジオ技術社